# Verwaltungsgericht Hamburg

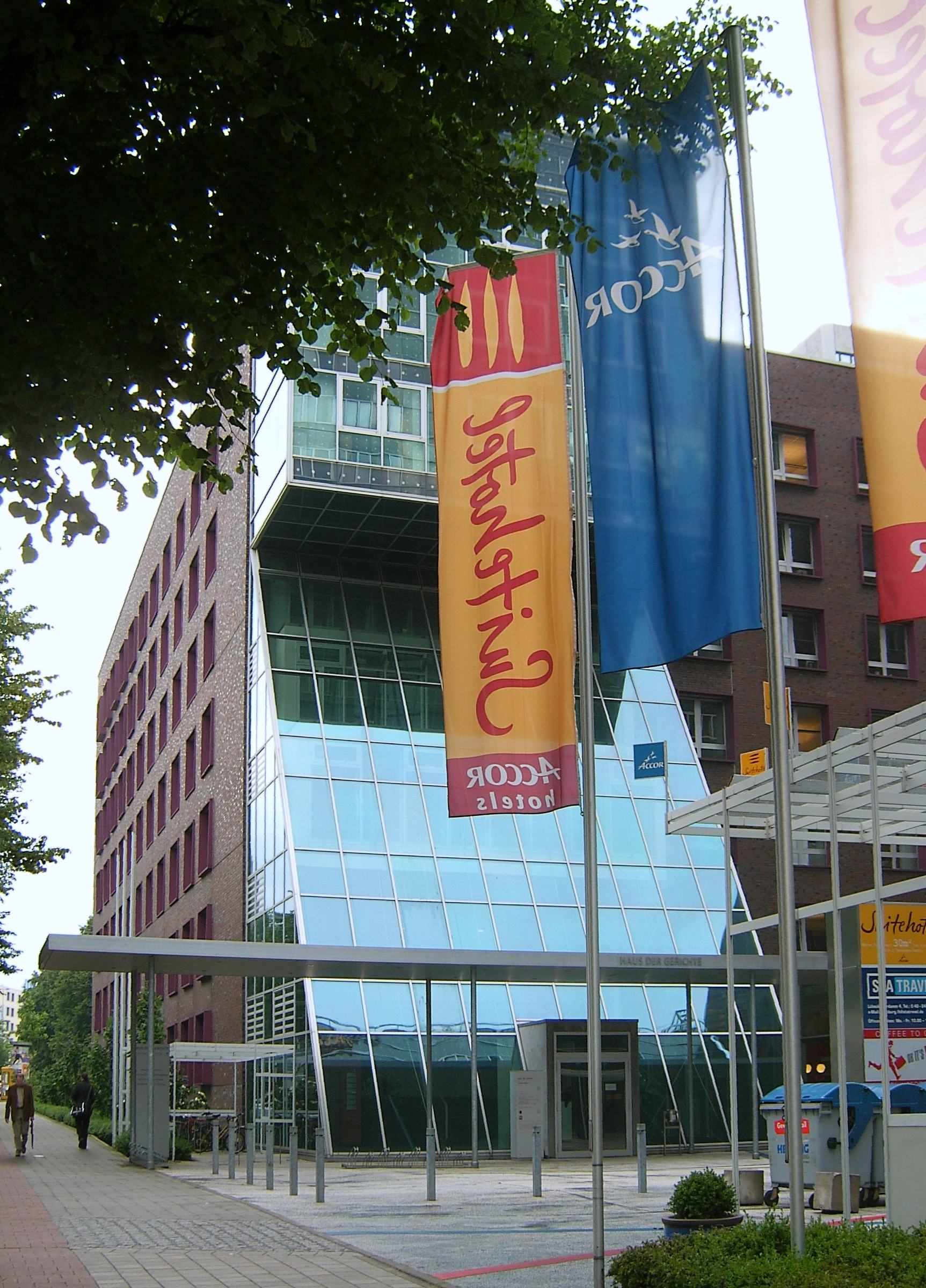
„Haus der Gerichte“

Das Verwaltungsgericht Hamburg ist das einzige Verwaltungsgericht (VG) des Landes Freie und Hansestadt Hamburg.
Sitz des Gerichts ist die Freie und Hansestadt Hamburg. Der Gerichtsbezirk umfasst das gesamte Gebiet des Bundeslandes.
Das VG Hamburg ist zusammen mit dem Hamburgischen Oberverwaltungsgericht, dem Finanzgericht Hamburg und dem Amtsgericht Hamburg-St. Georg im Neubauensemble Haus der Gerichte am Berliner Tor untergebracht.
Das VG Hamburg ist dem Hamburgischen Oberverwaltungsgericht untergeordnet. Diesem ist das Bundesverwaltungsgericht übergeordnet.